# Água Branca (Paraíba)
Água Branca es un municipio del estado de la Paraíba (Brasil), localizado en la microrregión de la Sierra del Teixeira, Mesorregión del Sertón Paraibano.

## Historia[6]
Durante la Revolución de 1930, el territorio de Água Branca sirvió de escenario para las luchas que se registraron entre las fuerzas gubernamentales y los rebeldes, liderados por José Pereira Lima. 
Por el decreto de ley n.º 1010, del 30 de marzo de 1938, el distrito de água Branca pasó a pertenecer al municipio de Princesa. En este mismo año, el municipio de Princesa pasó a ser llamado Princesa Isabel. El 31 de diciembre de 1943, el distrito de Água Branca pasó a denominarse Imoroti. El 19 de noviembre de 1948, el distrito de Imoroti volvió a denominarse Água Branca. Su independencia política se dio en 24 de septiembre de 1959.

## Geografía[1]

### Clima
El municipio está incluido en el área geográfica de cobertura del semiárido brasilero, definida por el Ministerio de la Integración Nacional en 2005. Esta delimitación tiene como criterios el índice pluviométrico, el índice de aridez y el riesgo de sequía.
Las temperaturas, elevadas durante el día, son amenas a la noche, variando entre 23 y 30 grados. Las lluvias son irregulares, con medias anuales de 719,6 mm/año. La estación lluviosa es el invierno. En las regiones de mayor altitud, la precipitación es mayor.

### Relieve
Água Branca se encuentra en la unidad geoambiental de la Depresión Sertaneja. Entretanto, el relieve del municipio se presenta accidentado y con elevadas altituds, formado por un conjunto de sierras alineadas a lo largo de la estructura geológica.

### Vegetación
La vegetación nativa es compuesta por caatinga xerófila.

### Hidrografía
El municipio se encuentra en los territorios de la cuenca hidrográfica del Río Piranhas y de la subcuenca Piancó. Tiene como principales tributários el Río Jenipapo y los arroyos del Macaco, Marcelo, de los Canucos, del Exu, São Francisco, Bom Jesus, de Miel y de la Glória. Los principales cursos de agua en el municipio tienen régimen intermitente.